# Pfeiffrösche
Die Pfeiffrösche (Leptodactylidae im engeren Sinn) sind eine neuweltlich verbreitete Familie der Froschlurche (Anura). Ihre Vertreter verfügen oft über laute, pfeifende Rufe. Bei der Fortpflanzung wird der Laich in ein selbst fabriziertes Schaumnest gelegt. Dies geschieht meistens in einem Gewässer oder in Gewässernähe, beim brasilianischen Marmor-Pfeiffrosch (Adenomera marmorata, Syn. Leptodactylus marmoratus) wird das Schaumgelege jedoch im Erdboden vergraben, wo die Kaulquappen auch ihre gesamte Entwicklung durchlaufen. Die Pfeiffrösche kommen vom äußersten Süden von Texas bis ins südliche Brasilien vor.

## Systematik
Bis vor einiger Zeit wurde diese Familie wesentlich weiter gefasst. Dabei handelte es sich allerdings um ein paraphyletisches Sammeltaxon, das im Deutschen unter den Namen Südfrösche oder auch Pfeiffrösche bekannt war. Die meisten dieser ehemals weit über 1000 Arten wurden nach umfassenden Revisionen in anderen Familien klassifiziert (vgl. Ceratophryidae, Cycloramphidae, Alsodidae, Eleutherodactylidae, Telmatobiidae und Craugastoridae).

## Gattungen und Arten

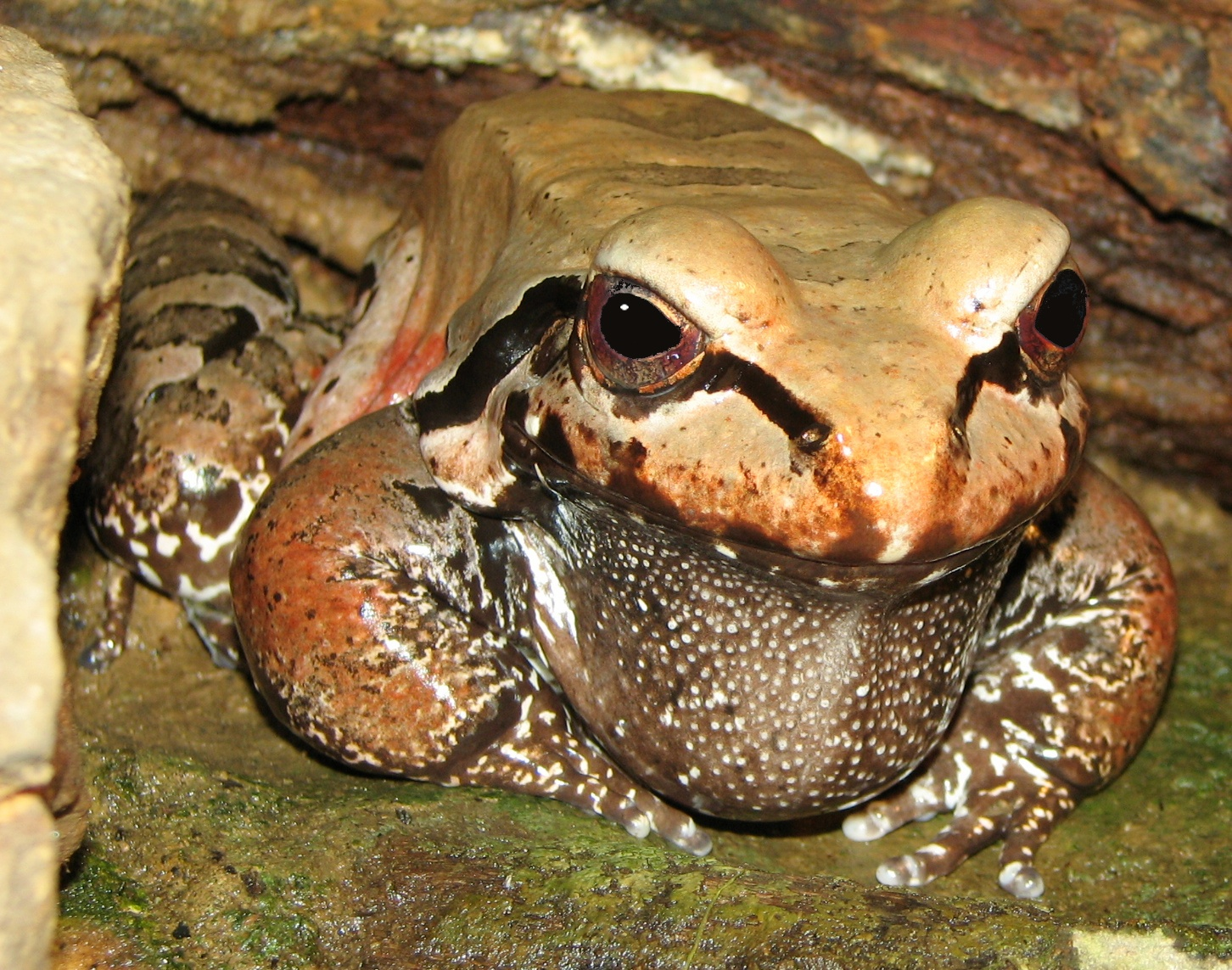
Der Südamerikanische Ochsenfrosch (Leptodactylus pentadactylus) ist mit 18 cm Länge einer der größten Vertreter der Familie; er wird gelegentlich auch von Menschen als Nahrung genutzt.

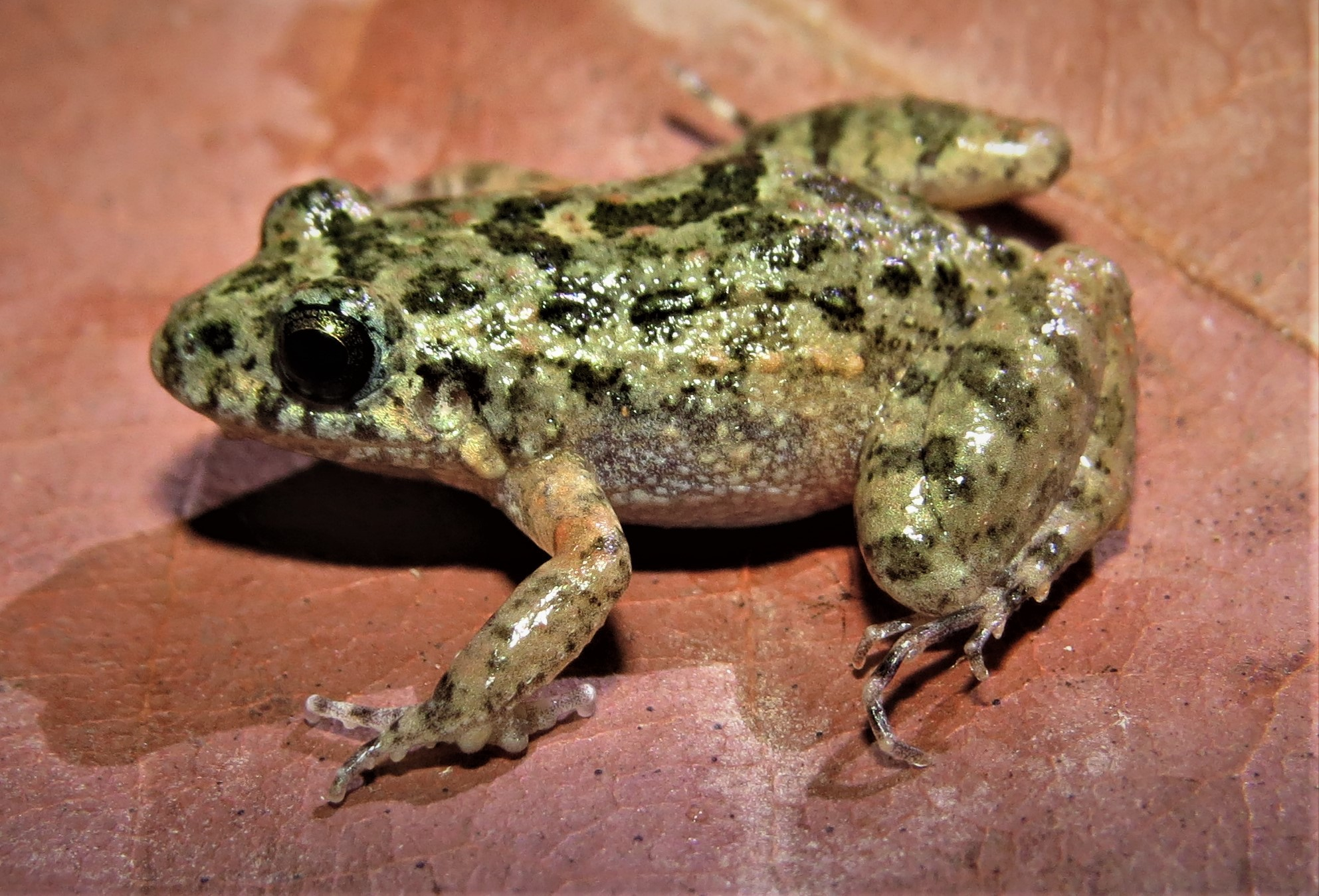
Adenomera juikitam

Die Familie der Leptodactylidae im engeren Sinn umfasst drei Unterfamilien mit den verbliebenen 13 Gattungen und insgesamt 237 Arten. Die bei weitem artenreichste Gattung sind die Echten Pfeiffrösche (Leptodactylus) mit 84 Arten. 
(Bearbeitungsstand: 28. Dezember 2023)

### Unterfamilie Leiuperinae
Die Unterfamilie Leiuperinae Bonaparte, 1850 umfasst 102 Arten. 
(Stand: 28. Dezember 2023)
- Gattung Edalorhina Jiménez de la Espada, 1870 (2 Arten) 
  - Edalorhina nasuta Boulenger, 1912
  - Edalorhina perezi Jiménez de la Espada, 1870
- Gattung Engystomops Jiménez de la Espada, 1872 
  - 9 Arten, darunter der Tungara-Frosch (Engystomops pustulosus (Cope, 1864))
- Gattung Lidblasenfrösche (Physalaemus) Fitzinger, 1826 
  - 50 Arten, darunter Physalaemus spiniger
- Gattung Pleurodema Tschudi, 1838 
  - 15 Arten
- Gattung Pseudopaludicola Miranda-Ribeiro, 1926 (26 Arten)[1]
  - Pseudopaludicola ameghini (Cope, 1887)
  - Pseudopaludicola atragula Pansonato et al., 2014[2]
  - Pseudopaludicola boliviana Parker, 1927
  - Pseudopaludicola canga Giaretta & Kokubum, 2003
  - Pseudopaludicola ceratophyes Rivero & Serna, 1985
  - Pseudopaludicola coracoralinae Andrade, Haga, Lyra, Carvalho, Haddad, Giaretta & Toledo, 2020[3]
  - Pseudopaludicola facureae Andrade & Carvalho, 2013[4]
  - Pseudopaludicola falcipes (Hensel, 1867)
  - Pseudopaludicola florencei Andrade, Haga, Lyra, Leite, Kwet, Haddad, Toledo & Giaretta, 2018[5]
  - Pseudopaludicola giarettai Carvalho, 2012
  - Pseudopaludicola hyleaustralis Pansonato, Morais, Ávila, Kawashita-Ribeiro, Strussmann & Martins, 2012
  - Pseudopaludicola ibisoroca Pansonato, Veiga-Menoncello, Mudrek, Jansen, Recco-Pimentel, Martins & Strüssmann, 2016[6]
  - Pseudopaludicola jaredi Andrade, Magalhães, Nunes-de-Almeida, Veiga-Menoncello, Santana, Garda, Loebmann, Recco-Pimentel, Giaretta & Toledo, 2016[7]
  - Pseudopaludicola javae Silva, Andrade, Painkow, Dantas, Haga & Garda, 2023[8]
  - Pseudopaludicola jazmynmcdonaldae Andrade, Silva, Koroiva, Fadel & Santana, 2019[9]
  - Pseudopaludicola llanera Lynch, 1989
  - Pseudopaludicola matuta Andrade, Haga, Lyra, Carvalho, Haddad, Giaretta & Toledo, 2018
  - Pseudopaludicola mineira Lobo, 1994
  - Pseudopaludicola motorzinho Pansonato, Veiga-Menoncello, Mudrek, Jansen, Recco-Pimentel, Martins & Strüssmann, 2016[6]
  - Pseudopaludicola murundu Toledo, Siqueira, Duarte, Veiga-Menoncello, Recco-Pimentel & Haddad, 2010
  - Pseudopaludicola mystacalis (Cope, 1887)
  - Pseudopaludicola pocoto Magalhães, Loebmann, Kokubum, Haddad & Garda, 2014[10]
  - Pseudopaludicola pusilla (Ruthven, 1916)
  - Pseudopaludicola restinga Cardozo, Baldo, Pupin, Gasparini & Haddad, 2018[11]
  - Pseudopaludicola saltica (Cope, 1887)
  - Pseudopaludicola ternetzi Miranda-Ribeiro, 1937

- Pseudopaludicola serrana Toledo, 2010 wurde 2014 mit Pseudopaludicola murundu Toledo, Siqueira, Duarte, Veiga-Menoncello, Recco-Pimentel & Haddad, 2010 synonymisiert.
- Pseudopaludicola parnaiba Robert, Cardozo & Ávila, 2013 wurde mit Pseudopaludicola canga Giaretta & Kokubum, 2003 synonymisiert.[3]

### Unterfamilie Leptodactylinae
Die Unterfamilie Leptodactylinae Werner, 1896 umfasst 119 Arten. (Stand: 4. November 2024)
- Gattung Adenomera Steindachner, 1867 (31 Arten) 
  - Adenomera ajurauna (Berneck, Costa & Garcia, 2008)
  - Adenomera albarena Martins, Mônico, Mendonça, Dantas, Souza, Hanken, Lima & Ferrão, 2024[12]
  - Adenomera amicorum Carvalho, Moraes, Lima, Fouquet, Peloso, Pavan, Drummond, Rodrigues, Giaretta, Gordo, Neckel-Oliveira & Haddad, 2021
  - Adenomera andreae (Müller, 1923)
  - Adenomera araucaria Kwet & Angulo, 2002
  - Adenomera aurantiaca Carvalho, Moraes, Lima, Fouquet, Peloso, Pavan, Drummond, Rodrigues, Giaretta, Gordo, Neckel-Oliveira & Haddad, 2021
  - Adenomera bokermanni (Heyer, 1973)
  - Adenomera cantitata Cassini, Carvalho, Taucce, Haddad & Solé, 2024[13]
  - Adenomera chicomendesi Carvalho, Angulo, Kokubum, Barrera, Souza, Haddad & Giaretta, 2019[14]
  - Adenomera coca (Angulo & Reichle, 2008)
  - Adenomera cotuba Carvalho & Giaretta, 2013
  - Adenomera diptyx (Boettger, 1885)
  - Adenomera engelsi Kwet, Steiner & Zillikens, 2009
  - Adenomera glauciae Carvalho, Simões, Gagliardi-Urrutia, Rojas-Runjaic, Haddad & Castroviejo-Fisher, 2020[15]
  - Adenomera gridipappi Carvalho, Moraes, Lima, Fouquet, Peloso, Pavan, Drummond, Rodrigues, Giaretta, Gordo, Neckel-Oliveira & Haddad, 2021
  - Adenomera guarani Zaracho, Lavilla, Carvalho, Motte & Basso, 2023[16]
  - Adenomera guarayo Carvalho, Angulo, Barrera, Aguilar-Puntriano & Haddad, 2020[17]
  - Adenomera heyeri Boistel, Massary & Angulo, 2006
  - Adenomera hylaedactyla (Cope, 1868)
  - Adenomera juikitam Carvalho & Giaretta, 2013
  - Adenomera kayapo Carvalho, Moraes, Lima, Fouquet, Peloso, Pavan, Drummond, Rodrigues, Giaretta, Gordo, Neckel-Oliveira & Haddad, 2021
  - Adenomera kweti Carvalho, Cassini, Taucce & Haddad, 2019[18]
  - Adenomera lutzi Heyer, 1975
  - Adenomera marmorata Steindachner, 1867
  - Adenomera martinezi (Bokermann, 1956)
  - Adenomera nana (Müller, 1922)
  - Adenomera phonotriccus Carvalho, Giaretta, Angulo, Haddad & Peloso, 2019[19]
  - Adenomera saci Carvalho & Giaretta, 2013
  - Adenomera simonstuarti (Angulo & Icochea, 2010)
  - Adenomera tapajonica Carvalho, Moraes, Lima, Fouquet, Peloso, Pavan, Drummond, Rodrigues, Giaretta, Gordo, Neckel-Oliveira & Haddad, 2021
  - Adenomera thomei (Almeida & Angulo, 2006)

- Gattung Hydrolaetare Gallardo, 1963 (3 Arten)
  - Hydrolaetare caparu Jansen, Gonzales-Álvarez & Köhler, 2007
  - Hydrolaetare dantasi (Bokermann, 1959)
  - Hydrolaetare schmidti (Cochran & Goin, 1959)
- Gattung Leptodactylus Fitzinger, 1826 – Echte Pfeiffrösche
  - 83 Arten (Im Jahr 2024 wurde Leptodactylus sertanejo Giaretta and Costa, 2007 mit Leptodactylus jolyi Sazima and Bokermann, 1978 synonymisiert).[20]

- Gattung Lithodytes Fitzinger, 1843 
  - einzige Art: Lithodytes lineatus (Schneider, 1799)

Die Gattung Lithodytes wurde weitgehend aufgelöst und auf mehrere andere Taxa verteilt. Zumindest die Art Lithodytes lineatus wird in manchen Übersichten aber als valide betrachtet (sonst als Synonym von Leptodactylus lineatus).

### Unterfamilie Paratelmatobiinae
Die Unterfamilie Paratelmatobiinae Ohler & Dubois, 2012 umfasst 16 Arten. 
(Stand: 28. Dezember 2023)
- Gattung Crossodactylodes Cochran, 1938 (7 Arten)
  - Crossodactylodes bokermanni Peixoto, 1983
  - Crossodactylodes itambe Barata, Santos, Leite & Garcia, 2013
  - Crossodactylodes izecksohni Peixoto, 1983
  - Crossodactylodes pintoi Cochran, 1938
  - Crossodactylodes septentrionalis Teixeira, Recoder, Amaro, Damasceno, Cassimiro & Rodrigues, 2013
  - Crossodactylodes serranegra Santos, Pinheiro, Garcia, Griffiths, Haddad & Barata, 2023
  - Crossodactylodes teixeirai Ferreira, Zocca, Carvalho & Santos, 2023
- Gattung Paratelmatobius Lutz & Carvalho, 1958 (7 Arten)
  - Paratelmatobius cardosoi Pombal & Haddad, 1999
  - Paratelmatobius gaigeae (Cochran, 1938)
  - Paratelmatobius lutzii Carvalho in Lutz & Carvalho, 1958
  - Paratelmatobius mantiqueira Pombal & Haddad, 1999
  - Paratelmatobius poecilogaster Giaretta & Castanho, 1990
  - Paratelmatobius segallai Santos, Oliveira, Carvalho, Zaidan, Silva, Berneck & Garcia, 2019
  - Paratelmatobius yepiranga Garcia, Berneck & Costa, 2009
- Gattung Rupirana Heyer, 1999 (1 Art)
  - einzige Art: Rupirana cardosoi Heyer, 1999
- Gattung Scythrophrys Lynch, 1971 (1 Art)
  - einzige Art: Scythrophrys sawayae (Cochran, 1953)

Paratelmatobius pictiventris Lutz in Lutz & Carvalho, 1958 wurde mit Paratelmatobius gaigeae synonymisiert.